# Гаврилівська волость (Ізюмський повіт)
Гаврилівська волость — адміністративно-територіальна одиниця Ізюмського повіту Харківської губернії з центром у селі Гаврилівка.
Станом на 1885 рік складалася з 12 поселень, 12 сільських громад. Населення — 3309 осіб (1729 чоловічої статі та 1580 — жіночої), 535 дворових господарства.
|                     | Площа, десятин | У тому числі орної, дес. |
| ------------------- | -------------- | ------------------------ |
| Сільських громад    | 2565           | 1208                     |
| Приватної власності | 23078          | 6298                     |
| Іншої власності     | 155            | 10                       |
| Загалом             | 25798          | 7516                     |

Основні поселення волості:
- Гаврилівка — колишнє власницьке село при річці Домаха за 60 верст від повітового міста, 373 особ, 75 дворів, православна церква, залізнична станція.
- Богодарівка — колишнє власницьке село при річці Лукноваха, 607 осіб, 89 дворів, православна церква, 3 ярмарки на рік.